# Trigatron

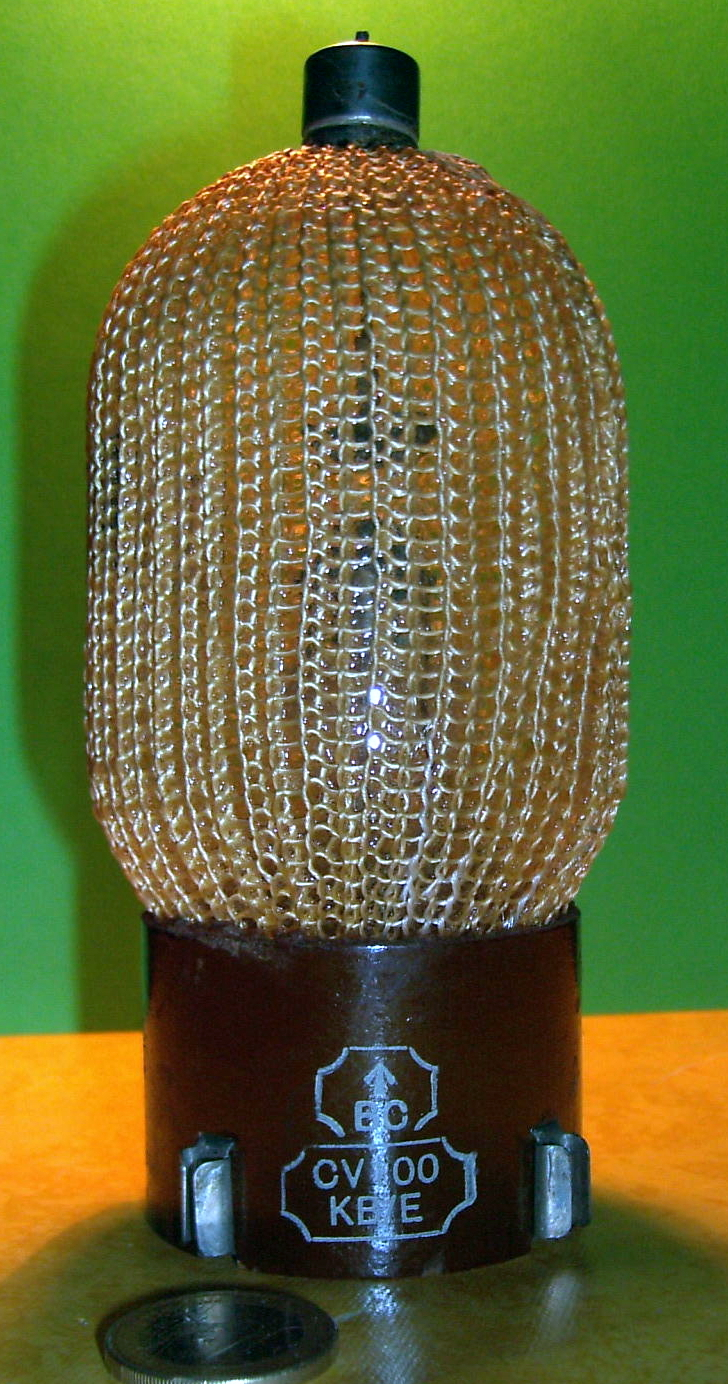
Trigatron CV100, con maglia metallica per contenere possibili esplosioni

Un trigatron è una tipologia di spinterometro triggerabile, progettato per alte correnti e alte tensioni (solitamente 10-100kV e 20-100 kA, sebbene esistano dispositivi nell'ordine dei mega-ampere).
La sua costruzione è molto semplice e in molti casi è la soluzione più economica per commutare enormi potenze. Può operare in aria, sottovuoto o riempito con un gas o un liquido dielettrico, eventualmente pressurizzato e sostituibile per estendere la tensione operativa.
I trigatron possono essere progettati per commutazioni ripetute (oltre 10.000 cicli di accensione) o possono essere single-shot, ovvero distrutti dopo un singolo utilizzo.
Un trigatron ha tre elettrodi: due che fungono da percorso per la corrente, e un terzo al quale viene applicato l'impulso di trigger.
Durante la normale operazione, la tensione tra i due elettrodi principali è più bassa della tensione di breakdown data dalla loro distanza e dal dielettrico interposto tra i due. Per attivare la conduzione, un impulso ad alta tensione è fornito al terminale di trigger; così facendo, si crea una scintilla che culmina in un arco elettrico tra i due elettrodi principali - arco che continuerà a condurre finché la corrente sarà sufficientemente bassa da estinguerlo.
Gli elettrodi principali sono solitamente realizzati in ottone o leghe di rame e tungsteno, per aumentarne la vita operativa.
I trigatron in vetro sono solitamente racchiusi in una maglia metallica, al fine di evitare la dispersione di frammenti in seguito ad una eventuale esplosione del dispositivo dovuta a sovrapressioni interne.
I trigatron vengono impiegati in diverse applicazioni, come il generatore di Marx, i detonatori slapper e, in passato, nei modulatori per sistemi radar.